# Trigonopterus hoppla
Trigonopterus hoppla – gatunek chrząszcza z rodziny ryjkowcowatych i podrodziny krytoryjków.

## Taksonomia
Gatunek ten opisany został po raz pierwszy w 2021 roku przez Radena P. Narakusumo i Alexandra Riedela na łamach „ZooKeys”. Jako miejsce typowe wskazano górę Dako w kabupatenie Tolitoli w indonezyjskiej prowincji Celebes Środkowy. Epitet gatunkowy oznacza po niemiecku „ups”.

## Morfologia
Chrząszcz o ciele długości od 2,7 do 2,8 mm, wysklepionym, w zarysie prawie jajowatym z przewężeniem między przedpleczem a pokrywami, ubarwionym czarno z rdzawymi czułkami i odnóżami oraz ciemnordzawymi do czarniawych pokrywami. Ryjek samca zaopatrzony jest w listewkę środkową i parę listewek przyśrodkowych. Powierzchnia przedplecza jest gęsto i grubo punktowana i siateczkowana. Pokrywy mają głębokie do płytkich rzędy z punktami oraz żeberkowate międzyrzędy z pojedynczymi szeregami punktów. Listewki przednio-brzuszne na udach przedniej pary są niezmodyfikowane, na tych par pozostałych zaś karbowane. Tylna para odnóży ma na udach przedwierzchołkową łatkę strydulacyjną. Golenie tylnej pary mają na spodzie kilka sztywnych, długich szczecin. Genitalia samca mają prącie o bokach zbiegających się ku spiczastemu szczytowi, a ujściu opatrzonym skomplikowanej budowy sklerytami. Aaparat przenoszący jest kolcowaty, bez sklerytów wspierających, a przewód wytryskowy ma niewyraźny bulbus.

## Ekologia i występowanie
Ryjkowiec ten zasiedla górskie lasy. Spotykany jest na rzędnych od 1300 do 1800 m n.p.m. Bytuje na listowiu roślinności.
Owad orientalny, endemiczny dla Celebesu, znany tylko z lokalizacji typowej w prowincji Celebes Środkowy.